# زردك (سررود الجنوبي)
زردك (بالفارسية: زردک) هي قرية تقع في إيران في قسم سررود الجنوبي الريفي. يقدر عدد سكانها بـ 43 نسمة بحسب إحصاء 2016.